# Sandy Alomar
Pour les articles homonymes, voir Sandy Alomar, Jr. et Alomar.
Santos Alomar Conde (né le 19 octobre 1943 à Salinas, Porto Rico) est un ancien joueur de deuxième but ayant évolué dans les Ligues majeures de baseball de 1964 à 1978.
Il est le père de l'ancien receveur des Ligues majeures Sandy Alomar, Jr. et de l'ancien joueur de deuxième but Roberto Alomar.

## Carrière

### Joueur
Sandy Alomar a porté les couleurs des Braves de Milwaukee (1964-1965), des Braves d'Atlanta (1966), des Mets de New York (1967), des White Sox de Chicago, des Angels de la Californie (1969-1974), des Yankees de New York (1974-1976) et des Rangers du Texas (1977-1978).
Il a connu ses meilleures saisons chez les Angels : en 1970 lorsqu'il a été choisi comme participant au match des étoiles pour la seule fois de sa carrière, et en 1971 alors qu'il établit des sommets personnels pour les points produits (42) et les buts volés (39).

### Instructeur
Sandy Alomar a été manager à Porto Rico, où il a été nommé manager de l'année à Santurce en 1986 et Ponce en 1993. Il avait aussi dirigé l'l'équipe nationale de son pays de 1979 à 1984.
Dans les ligues mineures aux États-Unis, il a été instructeur à Charleston, pour le club-école de niveau A des Padres de San Diego dans la South Atlantic League en 1985.
Membre de l'organisation des Cubs de Chicago entre 1991 et 2003, il fut notamment manager par intérim en 1991 des Cubs de l'Iowa, club de niveau AAA de la Pacific Coast League, brièvement manager pour les Crosscutters de Williamsport, une équipe de classe A dans la New York-Penn League en 1994. Dans les ligues majeures, il fut notamment instructeur dans l'enclos de relève des Cubs en 2000 et 2001, puis instructeur au premier but dans en 2002.
En 2003 et 2004, Alomar fut instructeur au troisième but pour les Rockies du Colorado.
Depuis 2005, il travaille pour les Mets de New York et il est présentement l'un des adjoints du manager Jerry Manuel.